# Pseudochazara ulrike
Pseudochazara ulrike är en fjärilsart som beskrevs av Gross 1978. Pseudochazara ulrike ingår i släktet Pseudochazara och familjen praktfjärilar. Inga underarter finns listade i Catalogue of Life.